# Dresden (regiune)
Dresda este unul dintre cele trei Regierungsbezirke ale landului Saxonia, Germania, localizat în nordul țării.
| Kreise (districte) 1. Bautzen 2. Kamenz 3. Löbau-Zittau 4. Meißen 5. Niederschlesischer Oberlausitz 6. Riesa-Großenhain 7. Weißeritz | Kreisfreie Städte (orașe independente) 1. Dresda 2. Görlitz 3. Hoyerswerda |